# 栗田よう子
栗田 よう子（くりた ようこ、旧芸名：栗田 洋子、栗田 陽子、1960年3月27日 - ）は、日本の女優。ホリプロ・ブッキング・エージェンシー所属。東京都出身。文化女子大学附属杉並高等学校普通科、跡見学園女子大学英文科卒業。身長160cm、体重48kg。血液型はA型。

## 略歴・人物
- 根岸吉太郎監督の日活ロマンポルノ作品『女生徒』のヒロインとして女優デビュー。
- その後、一般映画やテレビに活動の場を移し、現在はテレビドラマを中心に活躍している。
- 女優の大島蓉子との共演が多い。
- 資格：普通自動車免許、書道二段。[2]
- 趣味：スキューバダイビング、テニス、ゴルフ、陶芸。[2]
- 事務所経歴：スカイコーポレーション → キティ・フィルム → ケイファクトリー → イイジマルーム → ホリプロ・ブッキング・エージェンシー
- 芸名遍歴：栗田洋子（1978年 - 1981年）→ 栗田陽子（1981年 - 1992年）→ 栗田よう子（1993年 - 現在）

## 出演

### 映画
- 女生徒（1979年1月20日、日活） - 相沢杏子 役 ※W主演
- 桃尻娘 ラブアタック（1979年4月28日、日活） - 醒井涼子 役
- 餌食（1979年6月23日、東映） - 大橋恵理 役
- 歌姫 魔界をゆく（1980年1月22日、パノラマフィルム） ※主演
- 桃尻娘 プロポーズ大作戦（1980年4月26日、にっかつ） - 醒井涼子 役
- 陽炎座（1981年8月21日、CINEMA PLACET・日本ヘラルド映画）
- セーラー服と機関銃（1981年12月19日、東映）
- 天使のはらわた 赤い淫画（1981年12月25日、にっかつ） - 高瀬瞳 役
- みんなあげちゃう（1985年4月20日、にっかつ）
- シュート!（1994年3月12日、松竹） - バーDONのママ(平松和広の父・修の愛人) 役
- 鬼平犯科帳 劇場版（1995年11月18日、松竹）
- うん、何?（2008年5月17日、護縁） - 稲田博子 役
- 劇場版 おっさんずラブ 〜LOVE or DEAD〜（2019年8月23日、東宝） - 春田幸枝 役

### テレビドラマ
- コメディー公園通り 第2シリーズ「愛1つ恋5つ」（1978年6月3日 - 8月5日、NHK）※この作品から栗田洋子名義
- ふしぎ犬トントン 第8話「にせもの ほんもの」（1978年12月18日、CX） - 大介の恋人 役
- ザ・スーパーガール（12ch / 東映）
  - 第18話「女子大生の異常な体験」（1979年7月30日）
  - 第47話「夜の課外授業・危険を売る少女」（1980年2月18日）
- 大都会 PARTIII 第43話「自動車泥棒」（1979年7月31日、NTV / 石原プロ） - 空港へ向かう女性
- 白昼の死角（1979年、MBS）
- 愛ってなんですか 第7話「お父ちゃん」（1979年8月18日、CX）
- 大江戸捜査網（12ch / 三船プロ）
  - 第407話「花嫁誘拐 姿なき狼の罠」（1979年9月1日） - おきみ 役
  - 第464話「美女誘拐 秘められた過去」（1980年10月18日） - おしず 役
- 探偵物語 第2話「サーフシティ・ブルース」（1979年9月25日、NTV / 東映） - 内藤リカ（トルコ嬢） 役
- 甦える日日（1979年、NTV）
- 体験時代 第9話「学園祭だぞお」（1979年12月4日、12ch） - 花江 役
- 桃太郎侍 第165話「あいつと呑んだ涙酒」（1979年12月16日、NTV / 東映） - おなみ 役
- CBC制作昼の連続ドラマ（CBC）
  - 家庭長時代（1980年）
  - 鈍行家族（1982年）
- 草野球・草家族 （1980年、ANB）
- 暴れん坊将軍シリーズ（ANB / 東映）
  - 吉宗評判記 暴れん坊将軍
    - 第137話「江戸育ち女棟梁」（1980年） - おくみ
    - 第150話「花も恥じらう白浪渡世」（1981年） - お蝶
    - 第167話「提灯侍一番勝負!」(1981年） - お照

  - 暴れん坊将軍II
    - 第23話「美女三千! 呪われた大奥」（1983年） - お清

  - 暴れん坊将軍III
    - 第32話「幽霊も泣きます! おんな坂」（1988年） - お里
    - 第75話「おんな盗賊、狙われた名奉行」（1989年） - お菊
    - 第97話「将軍琉球へ渡る 天下分け目の決闘！」※500記念SP（1990年） - 奈美

  - 暴れん坊将軍IV
    - 第15話「酔いどれ女の風車」（1991年） - お房
    - 第57話「恋いちど! にごりえの女」（1992年） - お幸 ※栗田陽子 名義

  - 暴れん坊将軍V
    - 第14話「歌ってよ、子守唄を」（1993年） - おみわ

  - 暴れん坊将軍VI
    - 第13話「母と子の南部牛追い唄」（1995年） - ふさ
    - 第37話「冷や飯剣法恋囃子」（1995年） - 千世
- 江戸の牙 第22話「女郎蜘蛛が泣いた」（1980年2月26日、ANB / 三船プロ） - おりん 役
- 噂の刑事トミーとマツ （TBS / 大映テレビ）
  - 第21話「トミーのファーストキス」（1980年3月19日） - 聖子 役
  - 第51話「どじどじコンビと恐怖の女すり団」（1980年12月3日） - 女スリ・乙姫 役
- 服部半蔵 影の軍団シリーズ（KTV / 東映）
  - 服部半蔵影の軍団（1980年） - お梅
  - 影の軍団II 第18話「夜霧に啼く黒い狼」（1982年2月2日） - おゆう
  - 影の軍団III （1982年）- お君 ※栗田陽子 名義
- 銀河テレビ小説（NHK）
  - ふるさとシリーズ「嫁っこは、いねが」（1980年）
  - ふるさとシリーズ「明日はどっちだ」（1983年）
  - 独身送別会（1988年）
- 柳生あばれ旅 第9話「雨の宿場に花一輪 -島田-」（1980年12月9日、ANB / 東映） - お峰 役
- 斬り捨て御免! 第2シリーズ 第5話「奈落に舞うはぐれ蝶」（1981年5月6日、12ch / 歌舞伎座テレビ） - おそめ 役 ※この作品から栗田陽子名義
- 長七郎天下ご免! 第79話「嗚呼!幻の両国橋」（1981年7月2日、ANB）- お仙
- 赤かぶ検事奮戦記シリーズ（ABC / 松竹）
  - 赤かぶ検事奮戦記 第2シリーズ 第1話「女弁護士に惚れたヤクザ」（1981年11月27日） - 長岡真奈美 役
  - 赤かぶ検事の逆転法廷（※第5シリーズ）第7話「殺人宅配便・検事の娘に危機せまる！」（1992年2月17日）- 岸本冴子 役
- 連続テレビ小説 (NHK)
  - ハイカラさん（1982年） - リツ子 ※栗田陽子 名義
- 遠山の金さん(※高橋英樹版)（ANB）
  - 第1シリーズ 第27話「大屋根に立つ美貌の女盗賊！」（1982年10月14日） - お菊 役
  - 第2シリーズ 第28話「よつやこふてらの女！」（1986年5月27日） - お冴 役
- 水戸黄門 （TBS /C.A.L）
  - 第13部 第17話「出雲の和紙の縁結び・大社」（1983年2月7日） - お菊
- 御宿かわせみ 第2シリーズ 第21話「吉野の女」（1983年3月23日、NHK） - おしず
- 特捜最前線（ANB / 東映）
  - 第336話「緑色の爪の娘たち!」（1983年11月2日） - 水原千晶 役
  - 第413話「眠れ父よ、季節はずれの雛人形!」（1985年5月1日）
- 大奥(※1983年版) 第38話「大奥のメリークリスマス」（1983年12月20日、KTV / 東映） - お島
- 銭形平次(※大川橋蔵版)　第884話「狂言夢芝居」（1984年3月7日、CX / 東映） - お弓
- 雪どけ（1984年3月24日、KTV） ※主演
- 風の中のあいつ（1984年、NTV） - 木森香 役
- 東芝日曜劇場（TBS）
  - 改札口（1984年12月2日）
  - 切ないOLの反乱（1991年7月14日）
- 大河ドラマ（NHK）
  - 春の波涛（1985年） - 井上春子 役
  - 八代将軍吉宗（1995年） - 法心院 役
- 愛の劇場（TBS）
  - 愛ってなに（1985年）
  - 家庭って?（1986年） - 倉本寿子 役
  - 年上でもいいじゃない（1993年） - 山藤一美 役
  - ぽっかぽかシリーズ1〜3（1994年 - 1997年） - 鶴見幸子 役
  - WHO!? （1997年）
  - あっとほーむ （2000年） - 遠山あずさ 役
  - 砂時計（2007年） - 月島志津代 役
  - 愛のうた!（2007年） - 野本美津代 役
- 必殺シリーズ（ABC / 松竹）
  - 必殺まっしぐら!（※第26シリーズ）第6話「相手は佐渡金山の乱脈男」（1986年9月12日）
  - 必殺剣劇人（※第29シリーズ）第2話「おととい来やがれ！」（1987年8月14日）
  - 必殺仕事人・激突!（※第30シリーズ）第5話「弁天小僧のかんざし」（1991年11月12日） - 花巻
- 若大将天下ご免! 第14話「見知らぬ父の城で泣け!」（1987年、ANB / 東映） - 於鈴 役
- 花王名人劇場（KTV）
  - みそと同情（1987年6月21日）
- 続・三匹が斬る! 第12話「さすらいの、姫君哀れ菊一輪」（1989年3月9日、ANB / 東映） - 麻子
- 月影兵庫あばれ旅（TX / 松竹）
  - 第1シリーズ 第11話「極楽太鼓が鳴る地獄」（1989年12月15日） - おしの
  - 第2シリーズ 第11話「殺しの千里眼! 」（1990年12月16日） - お春
- 東海テレビ制作昼ドラマ（THK）
  - 炎の旅路（1990年）
  - 愛のソレア（2004年）
  - 契約結婚（2005年） - 園田祥子 役
  - 紅の紋章（2006年） - 大森克代 役
  - 幸せの時間（2012年） - クラブのママ・珠子 役
- 世にも奇妙な物語（CX）
  - 第2シリーズ 第3回-第3話「ざしきわらし」（1991年1月24日）
  - 第2シリーズ 第39回(最終回)-第3話「もうひとり」（1991年12月19日） - 稲田淑子 役
  - 秋の特別編'06 第1話「鏡子さん」（2006年10月2日） - 樋田 役
- 幕府お耳役檜十三郎 第7話「秘密を盗んだ女」（1991年5月19日、TX / 松竹）
- 長七郎江戸日記 第3シリーズ SP2「虫ケラ一匹なればこそ、最後の剣舞い」（1991年9月24日、NTV） - 吹雪
- 銭形平次(※北大路欣也版)（CX / 東映）
  - 第1シリーズ 第16話「十二人の盗賊」（1991年） - おさん
  - 第2シリーズ 第7話「真夜中の客」（1992年） - お蝶
  - 第4シリーズ 第16話「消えた兇器」（1994年） - おさわ
  - 第5シリーズ 第10話「過去からの告発」（1995年） - おえい
- 悪女（1992年、NTV）
- 腕におぼえあり 第5話「夜の老中」（1992年5月8日、NHK） - 築地 役
- 天使のように生きてみたい（1992年、TBS）
- 本当にあった怖い話 第15回-第1話「マタニティドレス」（1992年8月24日、ANB）
- 妻たちの劇場（CX）
  - フラワー・プリンセス（1992年）
- 将軍家光忍び旅 第2シリーズ 第16話「軽井沢、旗本五千石を敵と狙う女」（1992年、ANB） - お紋 役
- 付き馬屋おえん事件帳 第2シリーズ 第11話「親指百両」（1993年3月19日、TX / 松竹） - ふじの 役 ※この作品から栗田よう子名義
- ララバイ刑事'93（※第2シリーズ）第9話「スキャンダル!!セクハラ殺人事件」（1993年7月4日、ANB / 大映テレビ）
- さすらい刑事旅情編 第6シリーズ 第1話SP「スイス、アルプス愛と殺意の旅・消えた三億円と二人の女」（1993年10月20日、ANB / 東映） - 浅野美雪 役
- 流れ板七人 第6話「浜名湖・老舗料亭は大トラブル」（1997年2月20日、ANB）
- 編笠十兵衛 第10話「非情の魔剣」（1997年3月10日、TX） - 志乃 役
- 新・御宿かわせみ 第14話「師走の月」（1997年、ANB / 東映） - おたつ
- 隠密奉行朝比奈 第1シリーズ 第3話「山形蔵王 世継ぎをさがせ」（1998年、CX） - お優の方 役
- ハッピー 愛と感動の物語（1999年、TX）
- 舞妓さんは名探偵! 第7話「殺人予告！ 京友禅は見た!!」（1999年6月3日、ANB） - 権藤ユリ子 役
- 髪結い伊三次 第9話「約束」（1999年6月23日、CX） - おりき 役
- ザ・ドクター（1999年、TBS） - 谷岡直美 役
- モナリザの微笑（2000年、CX）
- 八丁堀の七人（ANB）
  - 第1シリーズ 第10話(最終話)「北町同心VS火盗改め、切腹覚悟の大勝負!!」（2000年3月16日） - 志乃 役
  - 第4シリーズ 第1話「目撃証言を拒む少女！ 仏を捨てた鬼同心」（2003年1月6日） - おりょう 役
- 天使が消えた街（2000年、NTV）
- プリティガール（2002年、TBS）
- 東京庭付き一戸建て（2002年、NTV）
- ホーム&アウェイ（2002年、CX）
- 最後の弁護人 第4話「10秒の空白？裁判が暴く密室トリック！」（2003年2月5日、NTV） - 滝田光一の妻 役
- はみだし刑事情熱系 第7シリーズ 第7話「霊安室の白い女？ 法医学トリックの悲劇」（2003年2月19日、ANB） - 米田千里 役
- 大奥(※2003年版)（2003年、CX） - 松江 役
- 大奥 明治篇 新しい生命(※2003年版)（2003年9月2日、CX） - 松江 役
- 共犯者（2003年、NTV） - 田辺 役
- エ・アロール（2003年、TBS）
- エコエコアザラク（2004年、TX）
- エースをねらえ!（2004年、EX）
- 仮面ライダー剣（2004年、EX / 東映） - 上城弥生 役
- 新・京都迷宮案内 第2シリーズ（※京都迷宮案内 第7シリーズ）第2話「闇に消えた客！ 取材拒否の店」（2004年11月4日、EX） - 梶山好恵 役
- 87%（2005年、NTV） - 東冬美 役
- ドラゴン桜 第1シリーズ 第9話「信じろ！成績は必ず上がる！」（2005年9月2日、TBS） - 香坂恵 役
- 1リットルの涙（2005年、CX） - 松村香苗 役
- 相棒（EX / 東映）
  - Season4 第15話「殺人セレブ」（2006年2月1日） - 五島香苗 役
  - Season13 第14話「アザミ」（2015年2月4日） - 新宮孝子 役
- Ns'あおい 第5話「研修医の医療ミス」（2006年2月7日、CX） - 大貫君子 役
- 弁護士のくず 第5話「私の父は九頭さんです！」（2006年5月11日、TBS） - 秋野美恵 役
- 京都地検の女 第3シリーズ 第1話「殺意を抱く老夫婦!! 祇園死美人が残す謎」（2006年4月20日、EX） - 羽田美和 役
- 富豪刑事デラックス（※富豪刑事 第2シリーズ）第5話「富豪刑事と魔性の貴婦人」（2006年5月19日、ABC） - 小出紀子 役
- 新・科捜研の女 第3シリーズ（※科捜研の女 第7シリーズ）第1話SP「京都の祭りに人が死ぬ!! 祇園祭りを襲う二つの事件！」（2006年7月6日、EX） - 三浦ゆかり 役
- 渡る世間は鬼ばかり 第8シリーズ（2006年、TBS） - 吉野秋子 役
- たったひとつの恋（2006年、NTV）
- ディロン〜クリスマスの約束（2006年12月23日・土曜ドラマ、NHK）
- わたしたちの教科書（2007年、CX） - 山藤美佐 役
- 牛に願いを Love&Farm（2007年、CX） - 末永美代子 役
- 肩ごしの恋人（2007年、TBS）
- 警視庁捜査ファイル さくら署の女たち 第3話「空飛ぶ殺人指紋!? 娘に捧ぐ夫婦の復讐愛」（2007年7月25日、EX） - 新田秋子 役
- 未来講師めぐる 第1話「食後は20年後が見える!?」（2008年1月11日、EX） - 赤坂美代子 役
- 官僚たちの夏 第4話「黒船来襲」（2009年7月26日、TBS） - 玉木和子 役
- 赤かぶ検事京都篇 第3話「祇園小唄殺人事件」（2010年1月17日、TBS） - 辻曄子 役
- 霊能力者 小田霧響子の嘘 第4話「ポルターガイストの謎」（2010年10月31日、EX） - 末継美智子 役
- 東野圭吾 幻夜（2010年、WOWOW）
- ブルドクター 第3話「謎の整形美女」（2011年、NTV）
- 謎解きはディナーのあとで 第4話「花嫁は密室の中でございます」（2011年11月8日、CX） - 沢村孝子 役
- ゴーストママ捜査線〜僕とママの不思議な100日〜 第3話「大事件発生!!なんと課長もユウレイに!?」（2012年7月21日、NTV） - 長谷川明子 役
- 高校入試 第3話・第6話・第9話（2012年10月20日・11月10日・12月1日、CX）
- ドラマスペシャル 償い（2012年11月 - 12月、NHK BSプレミアム） - 野瀬富士子 役
- 三匹のおっさん〜正義の味方、見参!!〜（※第1シリーズ）第6話「三匹のおっさん vs 最強おばちゃん軍団」（2014年2月28日、TX） - 石田 役
- 東京センチメンタル 第2話「押上の恋」（2016年1月23日、TX） - 喜美子 役
- 刑事7人 （EX）
  - Season2 第1話（2016年7月13日） - 飛駒英太の母 役
  - Season5 第10話(最終話)（2019年9月18日） - 水田美月 役
- 赤ひげ 第1シリーズ 第5話「兄妹の行く末」（2017年12月1日、NHK BSプレミアム） - お勝 役
- おっさんずラブシリーズ（EX）
  - おっさんずラブ（※第1シリーズ）第1話・第6話（2018年4月21日・5月26日） - 春田幸枝 役
  - おっさんずラブ-リターンズ-（※第3シリーズ）第2話（2024年1月12日） - 春田幸枝 役
- 忘却のサチコ 第1話「食べて！忘れる！ ごほうビーフ」（2018年10月13日、TX）
- 痛快TVスカッとジャパン ショートドラマ 第152話「我が子ファースト先生」（2019年1月14日、CX）
- 記憶捜査〜新宿東署事件ファイル〜（TX）
  - Season1 第5話（2019年2月15日） - 手塚山聡子 役
  - Season3 第4話（2022年11月25日） - 葛見光子 役
- 病室で念仏を唱えないでください 第3話「爆発事故 恩人の命を救え！」（2020年1月31日、TBS） - 藤森真紀子 役
- 警視庁・捜査一課長2020（※第4シリーズ）第4話「殺人犯は餃子好き!? 東京〜九州1000キロ食べ歩く女の謎」（2020年4月30日、EX） - 堤益代 役
- 混声の森（2022年3月26日 - 27日、NHK BS4K） - 小畑光江 役
- 正義の天秤 Season2 第3話（2023年5月20日、NHK総合） - 前田寿子 役
- 私と夫と夫の彼氏（2023年、TX） - 仲道真理子 役
- ゼイチョー〜「払えない」にはワケがある〜 第3話「シングルパパの闇…公務員、頼って下さい。」（2023年10月28日、NTV） - 穂木頼子 役
- GO HOME〜警視庁身元不明人相談室〜 第3話「暴け！ 超人気インフルエンサーの謎」（2024年7月27日、NTV） - 梶原伸子 役

#### 2時間ドラマ
- 時代劇スペシャル（CX）
  - 岡っ引どぶ3「流人島殺人事件」（1982年11月19日）
- 木曜ドラマストリート（CX）
  - 復讐はワイングラスに浮かぶ（1985年11月14日） - 森芳江 役
- 森村誠一サスペンス（KTV）
  - あるOLの復讐（1987年3月23日）
- 六つの離婚サスペンス（KTV）
  - 埋没社員（1992年3月2日）
- 金曜エンタテイメント（CX）
  - 女の怪談　第2話「石蕗の花」（1996年8月2日）
  - 京都祇園入り婿刑事事件簿1〜12（1997年 - 2005年） - 鶴千代 役
  - 松本清張七回忌特別企画・薄化粧の男（1998年6月26日） - クラブのママ 役
  - 京都女優シリーズ1「京都夜の祇園姉妹殺人事件」（1999年1月22日、東映） - 万里 役
  - 京都祇園芸妓シリーズ7「月下美人殺人事件」（2000年12月22日、東映） - 藤田朱美 役
  - 赤い霊柩車16「疑惑の嫉妬殺人」（2002年10月4日、大映テレビ） - 池上美江子 役
  - 京都女優シリーズ5「流れ橋殺人事件」（2003年3月28日、東映） - クラブのママ 役
  - 刑事調査官 玉坂みやこ1（2003年7月11日） - 樋口松恵 役
- 金曜プレステージ（CX）
  - 外科医 鳩村周五郎・闇のカルテ3（2007年2月16日）
  - ハマの静香は事件がお好き5（2008年4月25日）
  - 鬼平犯科帳スペシャル 引き込み女（2008年10月17日） - お延 役
  - 白衣の天使は見た!! 外科病棟殺人カルテ（2008年12月12日）
  - 小京都連続殺人事件1（2012年5月4日） - 船田恵理 役
  - 剣客商売(※北大路欣也版)1「御老中暗殺」（2012年8月24日） - おみね 役
  - 剣客商売(※北大路欣也版)2「剣の誓約」（2013年12月27日） - おみね 役
  - 剣客商売(※北大路欣也版)3「鬼熊酒屋」（2014年8月8日） - おみね 役
- 金曜プレミアム（CX）
  - 剣客商売(※北大路欣也版)4「陽炎の男」（2015年9月11日） - おみね 役
- 土曜ワイド劇場（ANB・ABC → EX・ABC）
  - ピンクハンター1「日本に１人しかいない刑事」（1979年5月19日） - 有田久里子 役
  - 牟田刑事官事件ファイル13（1990年6月30日） - 五十嵐美鈴 役
  - 松本清張スペシャル・状況曲線（1994年11月26日） - 安田秋子 役
  - 同居人カップルの殺人推理旅行2（1995年3月11日） - 松永あきえ 役
  - ダイヤモンドの罠（1996年8月24日） - 中谷彩子 役
  - 天才・神津恭介の殺人推理1（1997年6月7日） - 田島多津子 役
  - “繭の密室”連続殺人事件（1998年1月31日） - 日比野静子 役
  - 刑事・村上緑子（2003年3月8日）
  - 殺人逃亡者の妻（2004年3月6日） - 鈴木亜季 役
  - 美人三姉妹の推理旅行1（2004年6月26日） - 鴨居泰江 役
  - 棟居刑事の捜査ファイル1「ガラスの恋人」（2005年1月29日） - 村田佐代子 役
  - 西村京太郎トラベルミステリー46「秋田新幹線“こまち”連続殺人」（2006年7月1日） - 原田美代子 役
  - 逆転弁護（2006年12月9日） - 高梨小枝子 役
  - 天才刑事・野呂盆六3（2009年1月17日） - 桂野志津 役
  - 炎の警備隊長・五十嵐杜夫9（2011年7月9日） - 渋井良江 役
  - 京都南署鑑識ファイル6（2011年8月13日） - 西田久子 役
  - 100の資格を持つ女〜ふたりのバツイチ殺人捜査〜6（2012年6月16日） - 三浦雅子 役
- 月曜ワイド劇場（ANB）
  - ママ母VSママ娘（1986年8月4日）
- 火曜ミステリー劇場（ANB）
  - 十津川警部の反撃（1991年9月24日）
- 火曜サスペンス劇場（NTV）
  - 妻たちの昼下り（1983年11月22日）
  - 京都警備士日誌（1997年8月26日） - 富田真佐子 役
  - 弁護士・朝日岳之助22「死者の人権」（2004年12月14日） - 脇坂美奈代 役
- 木曜ゴールデンドラマ（YTV）
  - 鉄窓の中の女友達（1991年6月13日）
- 水曜女と愛とミステリー（TX）
  - 優雅な悪事1（2001年4月4日） - 柿内志加子 役
  - 不倫調査員・片山由美3（2002年5月1日）
  - 保険調査員・蒲田吟子3（2002年8月28日） - 瀬名厚子 役
  - 芸能記者・柳田信吉の挑戦（2003年2月26日） - 橋本智子 役
  - 不倫調査員・片山由美5（2004年6月2日） - 津川雅子 役
  - 坊さん弁護士・郷田夢栄2（2004年7月7日）
  - 北アルプス山岳救助隊・紫門一鬼6（2004年11月24日） - 藤木沙織 役
- 水曜ミステリー9(第1期)（TX）
  - 不倫調査員・片山由美9（2007年9月19日）
  - 松本清張生誕100年特別企画・黒の奔流（2009年3月4日） - 細江八重子 役
- 水曜ミステリー9(第2期)（TX）
  - 刑事吉永誠一 涙の事件簿8「虹が消えた交差点」（2011年10月12日） - 池田好美 役
  - 永遠の時効（2014年6月25日） - 丹羽文代 役
- 水曜エンタ（TX）
  - 刑事吉永誠一 涙の事件簿13「湖で拾った女」（2016年1月6日）
- 月曜プレミア8（TX）
  - 再雇用警察官5（2023年3月13日） - 能代英子 役 ※ノンクレジット
- 恋はミステリー劇場（TBS）
  - 嘘つきは恋のはじまり　前編・だまされる！（1984年12月19日）
  - 嘘つきは恋のはじまり　後編・だまします！（1984年12月26日）
- 月曜ドラマスペシャル（TBS）
  - ヤマ勘記者の事件日誌1（1997年2月24日）
- 月曜ミステリー劇場（TBS）
  - 監察医薮野善次郎9（2001年5月21日）
  - ペットシッター沢口華子の事件簿1（2001年11月12日） - 須藤久子 役
  - 上条麗子の事件推理2（2002年7月15日） - 樫村伸子 役
  - 自治会長 糸井緋芽子 社宅の事件簿2（2002年8月5日）
  - 名探偵キャサリン13「京都・宇治川殺人事件」（2003年11月10日） - 進藤頼子 役
  - 財務捜査官 雨宮瑠璃子1（2004年6月14日）
  - 検察官 沢木穂乃歌2（2005年8月1日）
  - 早乙女千春の添乗報告書17「那須塩原湯けむりツアー殺人事件」（2005年10月17日）
  - 浅見光彦シリーズ21「平家伝説殺人事件」（2005年12月26日） - クラブのママ 役
- 月曜ゴールデン（TBS）
  - 狩矢警部シリーズ4「京都阿修羅王殺人事件」（2008年4月14日） - 谷本克子 役
  - 松本清張没後20年スペシャル・寒流（2013年1月14日） - 福光みつ 役
  - 刑事シュート しゅうと&ムコの事件日誌4「呪われた高級宝石店で勃発する怪事件の謎!」（2013年4月1日） - クラブのママ・小夜子 役
  - 守護神・ボディーガード 進藤輝3（2014年6月9日） - 小峰綾 役
- 12時間超ワイドドラマ（TX）
  - 宮本武蔵（1990年1月2日）
  - 豊臣秀吉 天下を獲る!（1995年1月2日）
  - 炎の奉行 大岡越前守（1997年1月2日） - お六 役
  - 次郎長三国志（2000年1月2日）
- 特別番組枠
  - 闇の狩人（1994年4月1日・時代劇スペシャル、TX / 松竹） - お吉 役
  - 侠客 幡随院長兵衛（1995年10月6日・時代劇スペシャル、TX）
  - 影武者 織田信長（1996年1月3日・新春大型時代劇3時間スペシャル、ANB / 東映） - 八重 役
  - 霧の旗（2003年9月16日・松本清張サスペンス特別企画、TBS） - クラブのママ 役
  - となりのクレーマー（2008年1月6日・新春スペシャルドラマ、THK）
  - 遺恨あり 明治十三年 最後の仇討（2011年2月26日・ドラマスペシャル、EX） - 上野あき 役
  - 卒業ホームラン 三つの家族の物語（2011年3月23日・ドラマスペシャル、TX）
  - 松本清張 わるいやつら（2014年3月16日・BS日テレオリジナルドラマ、BS日テレ）
  - 剣客商売(※北大路欣也版)5「手裏剣お秀」（2018年12月21日・年末時代劇スペシャル、CX） - おみね 役
  - 剣客商売(※北大路欣也版)6「婚礼の夜」（2020年3月13日・春の時代劇スペシャル、CX） - おみね 役

### 舞台
- しあわせ（1981年、名鉄ホール）
- 天下御免（1989年8月3日 - 26日、松竹・新橋演舞場）
- 旅人・国定龍次（1990年4月28日 - 5月20日、中座）
- 阿修羅のごとく〜花いくさ（1991年1月15日 - 27日、サンシャイン劇場）
- ロレンザッチョ（1993年7月1日 - 24日、銀座セゾン劇場）
- 腕におぼえあり（2000年12月1日 - 25日、明治座）
- 小さな結婚式〜いつか、いい風は吹く〜（2017年12月13日 - 17日、全労済ホール/スペース・ゼロ）
- 猫と犬と約束の燈（2018年2月7日 - 12日、草月ホール）
- 氷川きよし特別公演・母をたずねて珍道中 お役者恋之介旅日記（2018年9月30日 - 10月29日、明治座）
- 氷川きよし特別公演・母をたずねて珍道中 お役者恋之介旅日記（2019年5月18日 - 27日、新歌舞伎座）

### バラエティ
- クイズ!脳ベルSHOW（BSフジ）
  - 第233回「水・木曜予選(前)」（2017年8月2日）、第234回「水・木曜予選(後)」（2017年8月3日）、第235回「週間チャンピオン大会」（2017年8月4日）
  - 第1019回「月・火曜予選(前)」（2020年9月7日）、第1020回「月・火曜予選(後)」（2020年9月8日）
  - 第1287回「水・木曜予選(前)」（2021年9月29日）、第1288回「水・木曜予選(後)」（2021年9月30日）、第1289回「週間チャンピオン大会」（2021年10月1日）

### ラジオ
- クローズアップにっぽん（1978年 - 1980年、TBSラジオ） - レギュラー
- FMシアター「アラカルト！」（2024年2月10日、NHK FM）

### CM
- JR東日本
- 東京ガス ガス・パッ・チョ